# Den tredje film om Værløse - optagelser 1977-1987
Den tredje film om Værløse - optagelser 1977-1987 er en dansk dokumentarfilm fra 1988 instrueret af Christian Tarp Jensen.

## Handling
Denne artikel mangler et handlingsreferat. Hjælp os med at skrive det.